# Садвакасов, Бименде Садвакасович
Бименде Садвакасович Садвакасов (каз. Бименде Садуақасұлы Садуақасов; 9 мая 1915, Акмолинская область, Российская империя — 29 сентября 1983) — советский казахский партийный и государственный деятель. Первый секретарь Джамбульского (1965—1970) и Талды-Курганского (1970—1972) обкомов КП Казахстана.

## Биография

### Образование
В 1938 окончил Казахский сельскохозяйственный институт.

### Трудовая деятельность
- 1938—1940 — инструктор, заведующий сектором, отделом ЦК ЛКСМ Казахстана.
- 1940—1946 — в РККА, участник Великой Отечественной войны.[1]
- 1946—1949 — инструктор ЦК КП(б) Казахстана, заведующий сектором ЦК КП(б) Казахстана.
- 1949—1954 — начальник управления Министерства сельского хозяйства Казахской ССР.
- 1949—1954 — заместитель министра сельского хозяйства Казахской ССР.
- 1954—1957 — заведующий сельскохозяйственным отделом Карагандинского областного комитета КП Казахстана.
- 1957—1958 — заместитель заведующего отделом сельского хозяйства ЦК КП Казахстана.
- 1958—1960 — инструктор ЦК КПСС.
- 1960—1964 — секретарь, второй секретарь Чимкентского областного комитета КП Казахстана.
- 1964—1965 — председатель исполнительного комитета Чимкентского областного Совета.
- 1965—1970 — первый секретарь Джамбульского областного комитета Компартии Казахстана.
- 1970—1972 — первый секретарь Талды-Курганского областного комитета Компартии Казахстана.

Депутат Верховного Совета СССР 8-го созыва.
Будучи занимая должность секретаря Чимкентского обкома КП Казахстана Садвакасов поддержал инициативу секретаря Чимкентского крайкома ЦК компартии Казахстана Исмаила Юсупова о передаче Узбекской ССР хлопкосеющих колхозов и совхозов и осваиваемые земли Пахта-Аральского, Ильичевского и Кировского районов Чимкентской области Казахской ССР.
С 1972 года на пенсии.